# Front Democràtic Revolucionari Popular Etíop
El Front Democràtic Revolucionari Popular Etíop (Ethiopian People's Revolutionary Democratic Front EPRDF, en amhara የኢትዮጵያ ሕዝቦች አብዮታዊ ዲሞክራሲያዊ ግንባር) és una aliança de partits polítics d'Etiòpia, actualment (2012) governant. Està formada per quatre grups dels quals el primer és l'hegemònic: 
- Front Popular d'Alliberament de Tigre (Tigrayan Peoples' Liberation Front TPLF)
- Organització Popular Democràtica Oromo (Peoples' Democratic Organization OPDO)
- Moviment Nacional Democràtic Amhara (Amhara National Democratic Movement ANDM)
- Moviment Democràtic dels Pobles del Sud d'Etiòpia (South Ethiopian Peoples' Democratic Movement SEPDM)

Després de les eleccions del maig del 2000 va obtenir 472 (més alguns independents favorables, total 481) dels 527 escons a l'Assemblea Popular de Representants.
A les eleccions del maig del 2005 la seva representació va disminuir i va obtenir 327 escons de 546 (el 59,8%); els dos adversaris principals de l'EPRDF en les eleccions del 2005 foren la Coalició per la Unió i la Democràcia i les Forces Democràtiques Etiòpiques Unides, coalicions de múltiples partits d'oposició; en un fet espectacular els opositors van guanyar l'elecció que agafava tots els observadors, incloent-hi els participants mateixos, amb el pas canviat; a l'inici de les votacions els resultats donaven una majoria substancial a l'oposició i la Junta Electoral Nacional (designada pel primer ministre) va ordenar suspendre el recompte durant uns quants dies, conduint a una ruptura en la cadena de control d'urnes i quan es va fer el recompte final la coalició governamental fou declarada guanyadora; l'oposició va denunciar el frau i va impugnar els resultats.
I a les eleccions legislatives del maig del 2010 que l'oposició va boicotejar, va obtenir tots els escons menys dos (499 l'aliança i 35 escons altres partits favorables). Els desacords conduïren a un malestar públic i crisi prolongada que va ocasionar la mort de 193 etíops, incloent-hi civils i policies. L'oposició reclamava frau estès i intimidació, i declarava que les dues coalicions d'oposició principals, sumades, formarien una coalició majoritària. Encara que un dels partits d'oposició principals (Coalició per la Unió i la Democràcia) era majoritària a la capital d'Etiòpia, Addis Abeba, en l'Etiòpia rural l'oposició no tenia la força que té l'EPDFR.

## Organització
L'EPRDF és una aliança de quatre partits: l'OPDO que es basa a la Regió d'Oromia; l'ANDM basat a la Regió Amhara; el SEPDFM basat al sud del país (Pobles del Sud); i el TPLF basat a la Regió del Tigre. Un total d'aproximadament quatre milions de persones en total són membres dels partits aliats. L'EPRDF és dirigit per un comitè central així com un Politburó, els membres del qual se seleccionen cada tres anys per un congrés del partit. Els quatre partits tenen la mateixa estructura organitzativa. El govern i les estructures de partit estan entrellaçades l'una amb l'altre. Aquest entrellaçat arriba per sota fins al nivell local, com descriu al seu informe de 10 de març de 2010 l'entitat Human Rights Watch:
Avui els oficials kebele (de districte) tenen una quantitat massiva de poder sobre els seus territoris en una miríada de maneres, en un sistema on la línia entre estat i partit que governa està fermament lligada. Els oficials kebele determinen l'elegibilitat per l'ajuda alimentària, recomanen referències a l'assistència sanitària secundària i a les escoles, i proporcionen accés a recursos distribuïts per l'estat com llavors, fertilitzants, i altres materials agrícoles essencials. Algunes reclamacions o litigis a nivell local són decidits pels kebeles. Presons locals i a alguns llocs milícia de nivell local són utilitzats per executar les lleis i decisions polítiques del partit que governa.
Les altres cinc regions d'Etiòpia són governades per partits que o bé es crearen per iniciativa del EPRDF o estan fortament influïts per aquest.
Un dels primers fou l'Organització Popular Democràtica dels Àfars a la Regió Àfar, que posteriorment es va fusionar amb altres grups polítics àfars per crear el Partit Nacional Democràtic Àfar (Afar National Democratic Party, ANDP).
A la Regió Somali, el Partit Popular Democràtic Somali (Somali People's Democratic Party) fou fundat el 1998 després de trencar-se el govern de coalició regional format per tres partits: la Lliga Democràtica Somali d'Etiòpia (Ethiopian Somale Democratic League), el Front Nacional d'Alliberament de l'Ogaden (Ogaden National Liberation Front) i el Partit democràtic Somali Occidental (Western Somale Democratic Party). El partit fou una fusió de la Lliga Democràtica Somali d'Etiòpia i faccions dels altres dos
A la regió Harari la Lliga Nacional Harari
A Gambella el Moviment Popular Democràtic de Gambela (Gambela People's Democratic Movement).
I a Benishangul-Gumaz el Front Unit Democràtic Popular de Benishangul-Gumaz/Benishangul Gumuz People's Democratic Unity Front (BGPDUF) en amhara: የቤንሻንጉልና ጉሙዝ ሕዝቦች ዴሞክራሲዊ አንድነት).

## Ideologia política
L'EPRDF té actualment una ideologia de socialisme democràtic i federalisme, mentre accentua el dret d'autonomia per als grups ètnics individuals d'Etiòpia. L'aliança també afirma tenir una agenda econòmica de lliure mercat. Encara que la república federal actual s'originava en els esforços centralitzadors de l'Etiòpia Imperial i l'orientació unitària del Derg, l'EPRDF ha introduït la descentralització política en la qual els estats regionals tenen els seus propis parlaments i governs. L'EPRDF diu que ha creat una democràcia multi-partidista a Etiòpia. Malgrat aquesta descentralització, l'EPRDF roman bàsicament una organització centralitzada.
Durant els seus 19 anys com a partit governant, l'EPRDF ha seguit una política anomenada El Desenvolupament agrícola porta a la industrialització", basada en la política econòmica maoista dels primers anys de la Comunista xina. Malgrat afirmar que dona suport a una economia de mercat privada, l'administració dominada per l'EPDRF ha obstaculitzat de fet la iniciativa privada.

## Història
Abans que es convertís en partit de govern el 1991, l'EPRDF era un grup de rebels que lluitava contra la junta militar coneguda com el Derg, establert pel Front Popular d'Alliberament del Tigre quan es va unir al Moviment Popular Democràtic Etíop (Ethiopian Peoples Democratic Movement EPDM) a començaments del 1989, i després s'hi va afegir l'OPDO (Organització Popular Democràtica Oromo creada pel TPLF amb els presoners de guerra d'ètnia oromo capturats pel TPLF i pel Front Popular d'Alliberament d'Eritrea, i pels oromos que abans formaven part del Moviment Popular Democràtic Etíop. També s'hi va afegir el Moviment Revolucionari d'Oficials Demòcrates Etíops (Ethiopian Democratic Officers' Revolutionary Movement), un petit grup d'oficials del Derg capturats pel TPLF, principalment a Shire el febrer de 1989, que més tard fou dissolt després de l'establiment del Govern Transitori d'Etiòpia.
Durant els primers anys noranta, després de l'esfondrament del govern de Mengistu Haile Mariam, l'EPRDF va atreure interès i suport dels Estats Units. L'expert de l'Àfrica a la Heritage Foundation, Michael Johns, escrivia que n'hi ha alguns modestos senyals encoratjadors que el front pretenia abandonar les pràctiques autocràtiques de Mengistu.".
L'EPRDF va tenir el seu sisè congrés el setembre de 2006 a Mekele a la Regió Tigre.